# Pompe à béton
Pour les articles homonymes, voir Pompe (homonymie).

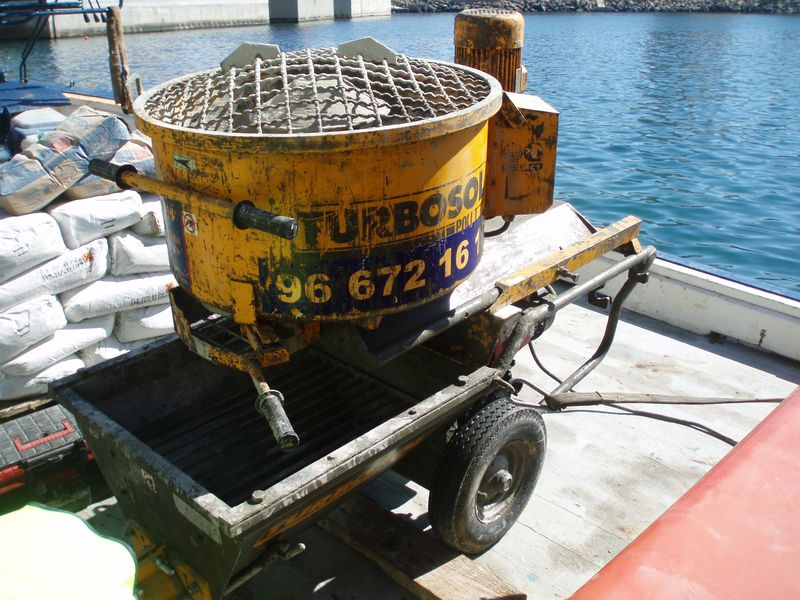
Une petite pompe à béton.

Une pompe à béton est un matériel servant à transporter le béton dans un tuyau souple ou rigide, pour l'acheminer en hauteur ou au-delà d'un obstacle lorsque le camion malaxeur ne peut accéder directement au lieu de coulage ou de projection.

## Pompe à béton statique
Ces pompes, de diverses tailles et débits, comprennent un bac déverseur dans lequel on déverse du mortier. Une pompe est située sous le bac, elle prend du béton dans un cylindre et le pousse dans un tuyau par un piston hydraulique.

## Pompe à béton sur camion
Ces pompes sont couramment intégrées à des camions, alors dits eux aussi « pompes à béton ». Ces engins sont équipés d'un bras hydraulique qui se déplie et qui peut se diriger dans plusieurs directions. Sur ce bras est fixé le tuyau métallique dans lequel passe le béton ; c'est le chauffeur qui contrôle le bras à l'aide d'une télécommande. Un tuyau souple en caoutchouc permet d'ajuster simplement en le poussant le point de déversement du béton.
Il existe des camions malaxeurs équipés de leur propre pompe et bras hydraulique. À cause du poids de l'ensemble, la contenance de la cuve s'en trouve amoindrie, souvent autour de 5 m3.

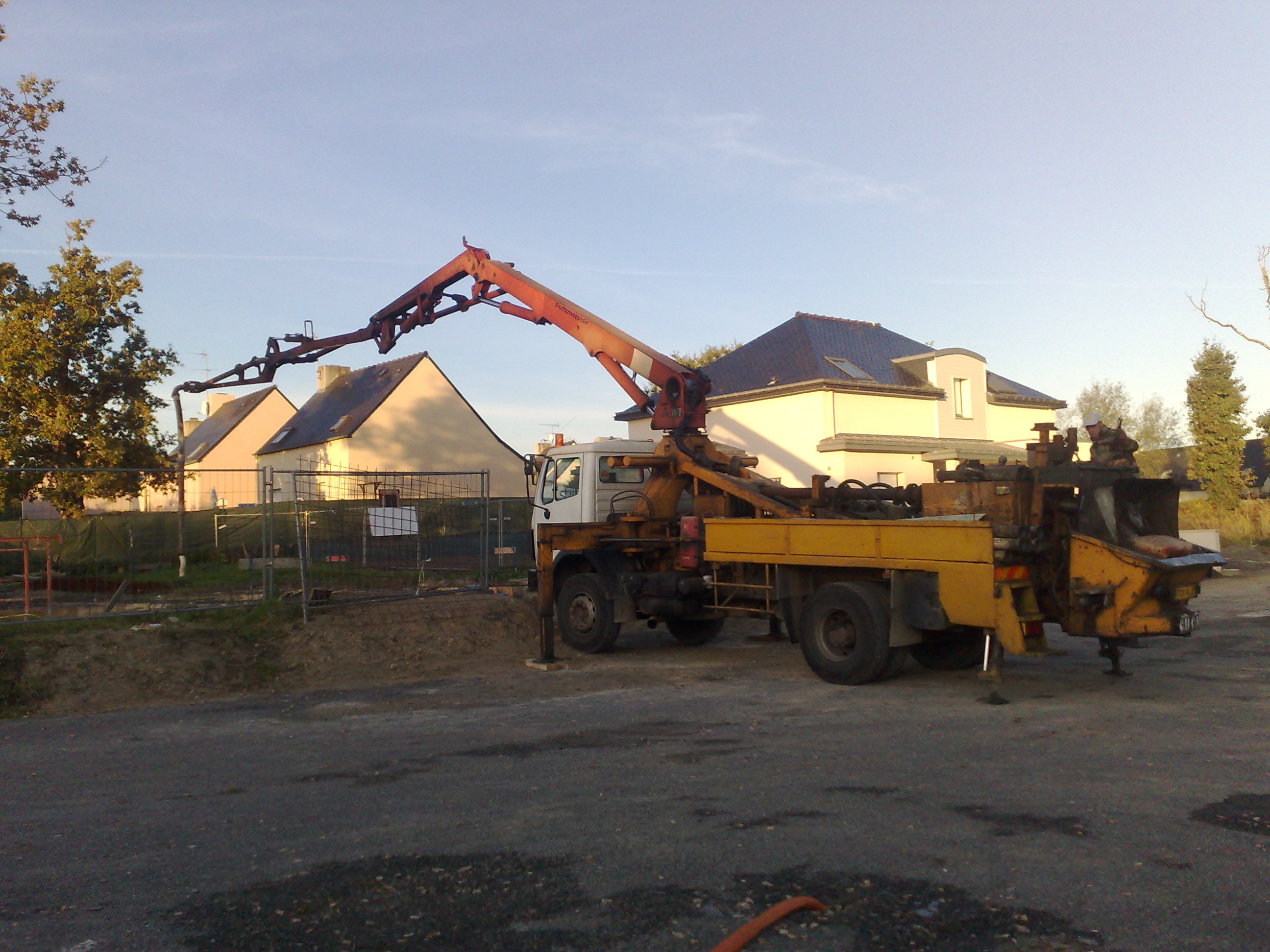
Pompe à béton devant un chantier
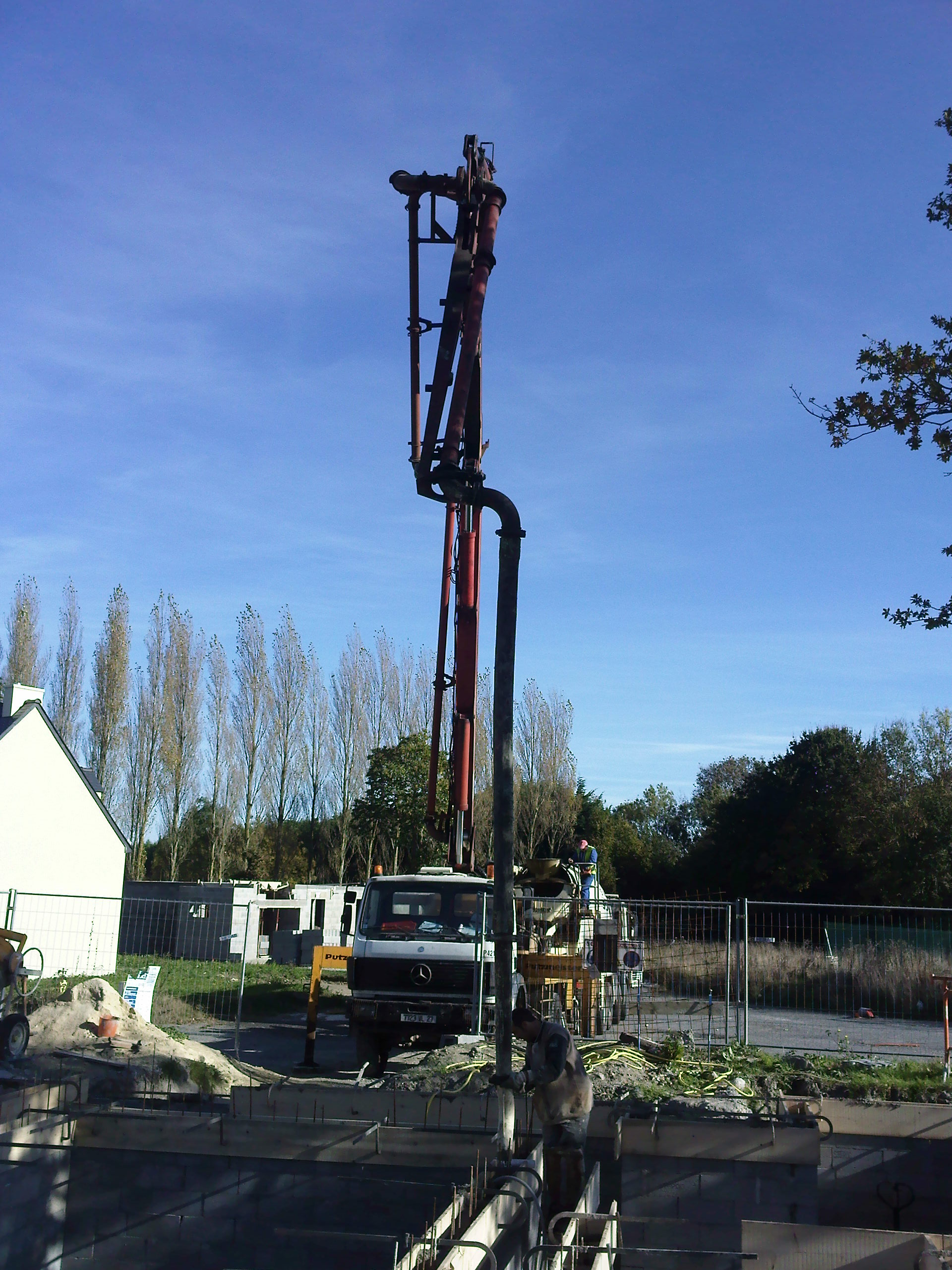
Coulage de blocs à bancher à l'aide d'une pompe à béton

## Pompe à béton sur chenilles
Ces pompes, montées sur des petites chenilles, sont très adaptées pour circuler sur des plateformes de travail sur chantiers, y compris quand ces dernières sont en mauvais état. Elles sont équipées d'un bac, la trémie, dans lequel le camion-toupie déverse le béton. Le béton est ensuite pompé et envoyé dans des flexibles.
Ces pompes sont très utilisées notamment dans le domaine des fondations spéciales.

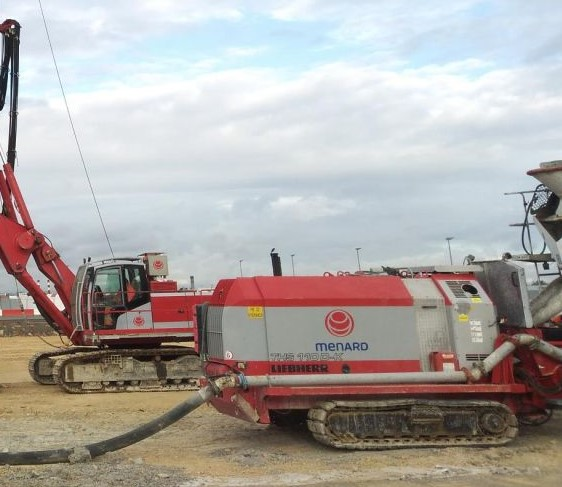
Pompe à béton Liebherr sur chenille
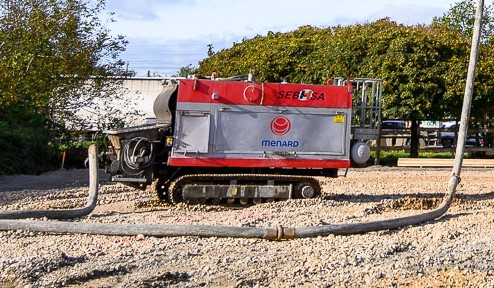
Pompe à béton Sebhsa sur chenille
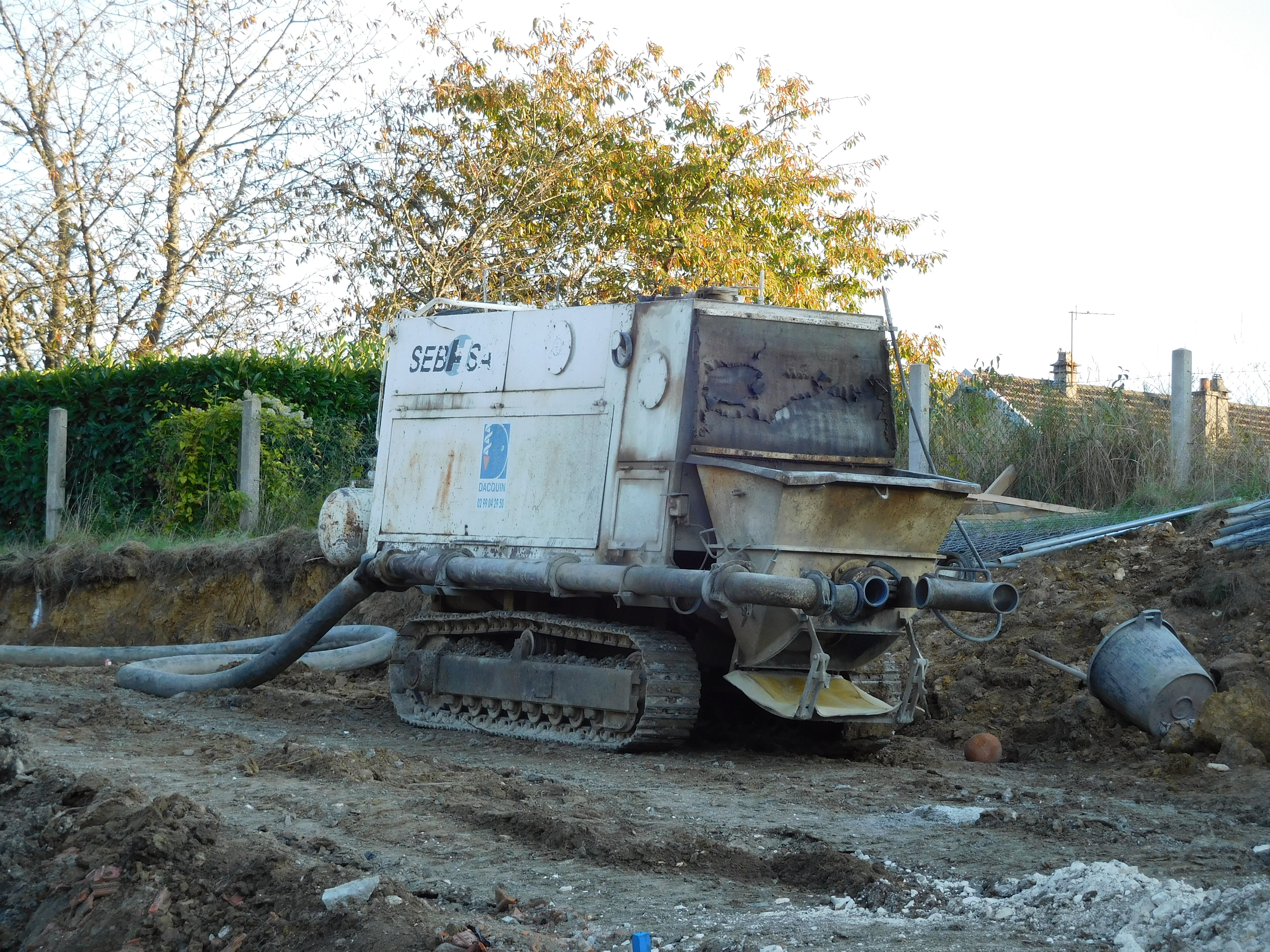
Pompe à béton Sebhsa sur chenille